# 叢雲 (東雲型駆逐艦)
叢雲（むらくも）は、大日本帝国海軍の駆逐艦で、東雲型駆逐艦の2番艦である。同名艦に吹雪型駆逐艦（特I型）の「叢雲」があるため、こちらは「叢雲（初代）」や「叢雲I」などと表記される。

## 艦歴
1897年（明治30年）10月、イギリスのソーニクロフト社で「第四号水雷艇駆逐艇」として起工。1898年（明治31年）3月16日、第四号水雷艇駆逐艇は「叢雲」と命名される。3月21日、帝国海軍は海軍軍艦及水雷艇類別標準を制定。東雲型の各艦は水雷艇駆逐艇に分類された。11月16日に進水し、12月29日に竣工。翌年1899年（明治32年）4月23日、横須賀に到着。
1900年（明治33年）4月30日、神戸沖で挙行された大演習観艦式に参加、第四列に配された。6月22日、帝国海軍は海軍艦艇類別標準を制定、水雷艇駆逐艇の分類が廃止され、軍艦の一種として「駆逐艦」の種別が設けられた。東雲型の各艦も駆逐艦に類別されるとともに、同日付で佐世保鎮守府所管となる。また不知火以外の5隻は常備艦隊に編入された。この年北清事変に出動した。
1903年（明治36年）4月10日、神戸沖で実施された大演習観艦式に参列、第三列に配置された。1904年（明治37年）に日露戦争が勃発した際には第二艦隊（司令長官：上村彦之丞海軍中将、旗艦：装甲巡洋艦出雲）の第五駆逐隊に所属していた。旅順口攻撃、黄海海戦、日本海海戦、樺太の戦いなどに参加した。日本海海戦では、隊列から落後した戦艦「クニャージ・スヴォーロフ」に対して魚雷攻撃を行っている。戦勝後の1905年（明治38年）10月23日、横浜沖で挙行された凱旋観艦式に参列、第四列に配置された。
1908年（明治41年）11月18日、神戸沖の大演習観艦式では第六列の一艦として参加。
1912年（大正元年）8月28日、日本海軍は艦艇類別標準を改正。駆逐艦のカテゴリーが軍艦から分離され、計画排水量1,000トン以上を一等、1,000トン未満600トン以上を二等、600トン未満を三等駆逐艦と規定した。東雲型駆逐艦は三等駆逐艦に類別された
1919年（大正8年）4月1日に除籍され、雑役船（潜水艇母船兼掃海船）に指定、「叢雲丸」と改称。1920年（大正9年）7月1日、特務艇（二等掃海艇）に編入され、叢雲に再改称。1922年（大正11年）4月1日、掃海艇の分類から外れ、再度雑役船（標的船）に編入。1925年（大正14年）1月30日に実施された調査で「船体其他全般ニ亘リ衰朽」の事実が判明したため、3月12日に廃船認許。同年6月4日、千葉県洲埼灯台沖で実艦標的として撃沈処分。

## 艦長
※『日本海軍史』第9巻・第10巻の「将官履歴」及び『官報』に基づく。
回航委員長
- 藤本秀四郎 少佐：1898年3月29日 -

艦長
- 松岡修蔵 少佐：1900年6月22日 - 1904年9月11日
- 島内桓太 大尉：1904年9月11日 - 1905年12月12日

駆逐艦長
- 島内桓太 少佐：1905年12月12日 - 1906年2月8日
- （兼）増田幸一 大尉：1906年2月8日 - 5月10日
- （兼）築山清智 中佐：1906年5月10日 - 10月4日
- （兼）堀江鶴彦 少佐：1906年10月4日 - 1907年5月17日
- 野田為良 大尉：1907年5月17日 - 1908年5月16日
- （兼）田辺栄次郎 大尉：1908年5月16日 - 5月28日
- （兼）平田尚信 大尉：1908年5月28日 - 9月25日
- 前川義一 大尉：1908年9月25日 - 1909年3月11日
- 藤田許太郎 大尉：1909年3月11日 - 1911年5月23日
- 山崎圭二 大尉：1911年5月23日 - 1912年12月20日
- 堀内宗平 少佐：1912年12月20日 - 1914年5月29日
- 河北一男 少佐：1914年5月29日 - 不詳
- 足立脩蔵 少佐：不詳 - 1915年12月13日
- 神本国太郎 少佐：1915年12月13日 - 1916年9月12日
- 若山昇 大尉：1916年9月12日 - 12月1日
- 江原収治 大尉：1916年12月1日 - 1918年9月10日[31]
- 本田源三 大尉：1918年9月10日[31] -